# جوزيبي زينو
جوزيبي زينو (بالإيطالية: Giuseppe Zeno)‏ هو ممثل إيطالي، ولد في 8 مايو 1976 في نابولي في إيطاليا.

## وصلات خارجية
- الموقع الرسمي
- جوزيبي زينو على موقع IMDb (الإنجليزية)
- جوزيبي زينو على موقع روتن توميتوز (الإنجليزية)
- جوزيبي زينو على موقع ألو سيني (الفرنسية)
- جوزيبي زينو على موقع أول موفي (الإنجليزية)
- جوزيبي زينو على موقع قاعدة بيانات الفيلم (الإنجليزية)
- جوزيبي زينو على موقع كينوبويسك (الروسية)